# Ніна Бадрич
Ні́на Ба́дрич (хорв. Nina Badrić; нар. 4 липня 1972 року, Загреб, Югославія) — хорватська співачка. Представниця Хорватії на пісенному конкурсі Євробачення 2012 в Баку.

## Євробачення
2012 року представляла Хорватію на Євробаченні. Композиція «Nebo» була виконана в другому півфіналі. За результатами півфіналу, який відбувся 24 травня, композиція не пройшла до фіналу.

## Дискографія

### Студійні альбоми
- Godine Nestvarne (1995)
- Personality (1997)
- Unique (1999)
- Nina (2000)
- Ljubav (2003)
- 07 (2007)
- NeBo (2011)

### Збірки
- Collection (2003)
- Ljubav za ljubav — Live (2005)